# Jacques Bourgeois (homme politique)
Pour les articles homonymes, voir Jacques Bourgeois et Bourgeois.
Jacques Bourgeois, né le 14 mars 1958 à Pompaples (originaire de Vullierens et Ballaigues), est une personnalité politique suisse membre du Parti libéral-radical (PLR). 
Directeur de l'Union suisse des paysans de 2002 à 2020, il représente le canton de Fribourg au Conseil national de décembre 2007 à décembre 2023.

## Biographie
Jacques Bourgeois naît à Pompaples au pied du Jura. Il effectue un apprentissage agricole dans les années 1970. Après un apprentissage de commerce, il obtient un diplôme d'ingénieur agronome HES en 1985.
Il travaille à l'Union maraîchère suisse entre 1985 et 1998, avant de rejoindre l'Union suisse des paysans, dont il est directeur à partir de 2002. Il annonce en novembre 2019 qu'il démissionne de cette présidence à la fin mars 2020.
Marié et père de deux enfants, il réside à Avry.

## Parcours politique
Il siège au Grand Conseil du canton de Fribourg entre 2001 et 2007.
En 2007, il est élu au Conseil national, où il est siège au sein de la Commission de l'environnement, de l'aménagement du territoire et de l'énergie (CEATE) et, depuis 2015, dans la Commission des finances (CdF). Lors de sa réélection en 2019, il obtient le plus de voix issues du panachage.
En 2012, il décide se porter candidat pour remplacer Alain Berset, élu au Conseil fédéral, au Conseil des États, face à un autre Gruérien, le socialiste Christian Levrat ; lors de la campagne, il se déclare « PDC-compatible ». Les Fribourgeois préfèrent le socialiste au radical.
En 2015, après avoir passé le premier tour, il décide ne pas se présenter au second tour de l'élection au Conseil des États, face au sortant Christian Levrat.
Il est aussi membre du conseil d'administration des Transports publics fribourgeois depuis septembre 2011.
Il ne se représente pas pour un cinquième mandat aux élections fédérales de 2023.

### Positionnement politique
Il appartient à l'aile modérée de son parti.
Il est spécialisé dans les domaines de l'agriculture et de l'énergie.